# Bieżanów-Prokocim (městská část)
Bieżanów-Prokocim (polsky Dzielnica XII Bieżanów-Prokocim, do 24. května 2006 Dzielnica XII Prokocim-Bieżanów) je dvanáctá městská část Krakova. Do roku 1990 patřila pod městskou část Podgórze.
Bieżanów-Prokocim má rozlohu 1641 ha a žije zde okolo 63 600 obyvatel.
Pod Městskou část XII Bieżanów-Prokocim patří:
- Bieżanów
- Bieżanów Kolonia
- Kaim
- Łazy
- Osiedle Bieżanów Nowy
- Osiedle Kolejowe
- Osiedle Medyków
- Osiedle Na Kozłówce
- Osiedle Nad Potokiem
- Osiedle Parkowe
- Osiedle Prokocim Nowy
- Osiedle Złocień
- Prokocim
- Rżąka

## Externí odkazy

Poloha městské části XII Bieżanów-Prokocim na mapě Krakova